# کپک سیاه نان
کپک سیاه نان(نام علمی: Rhizopus) نام یک سرده از تیره سنجاقی‌کپکان است.

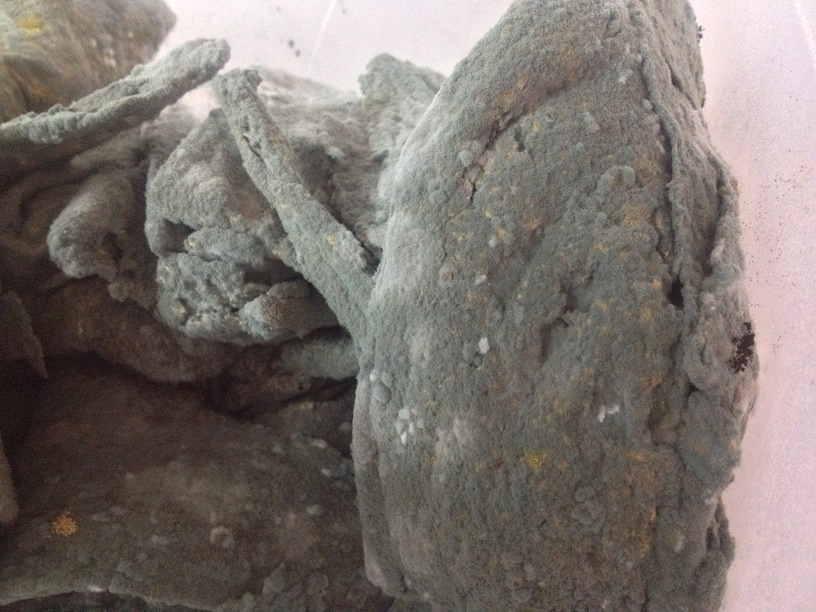
کپک نان که مدتی نزدیک به یک ماه در فضای باز رها شده‌است